# 릴리언 웨스트

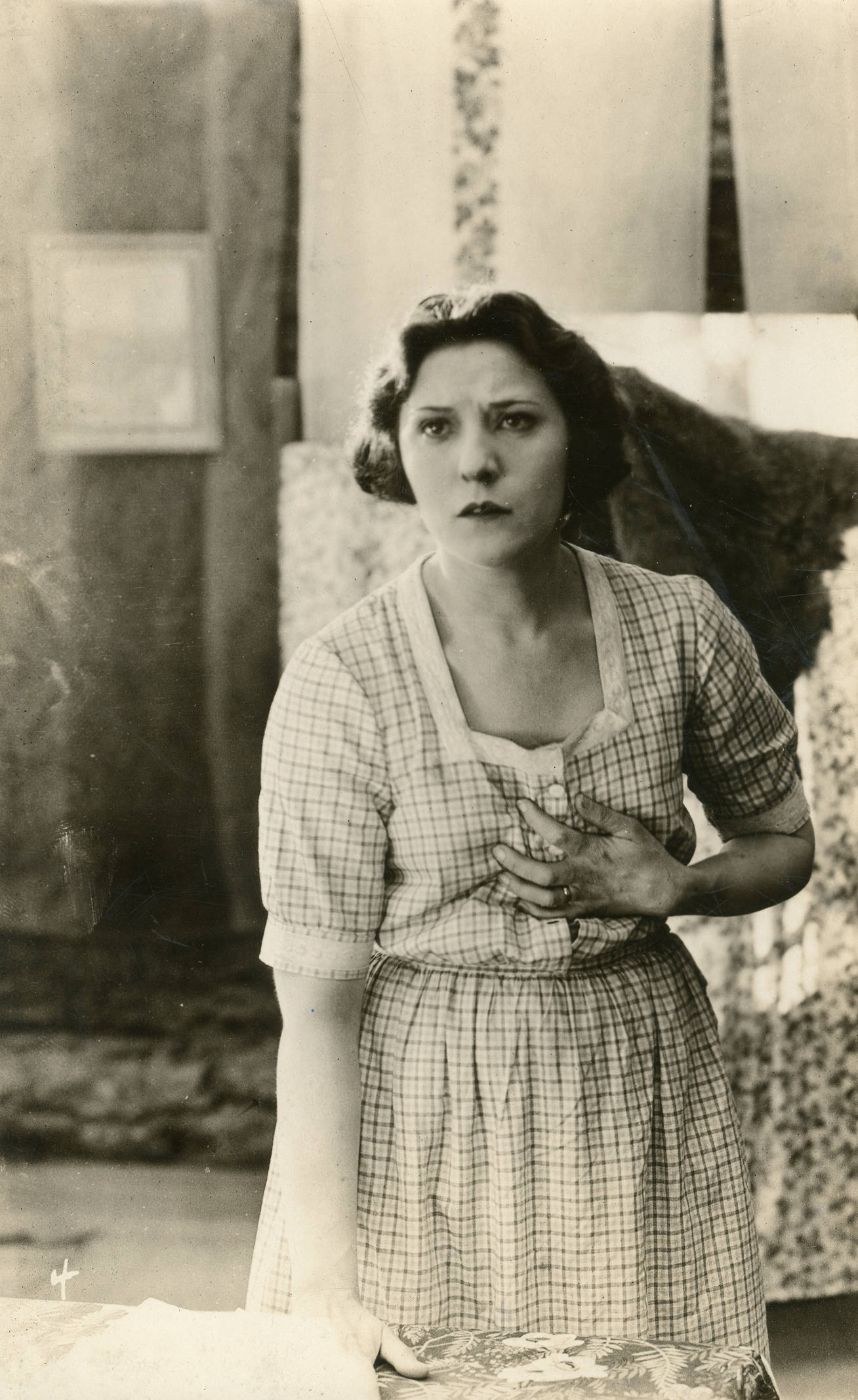

릴리언 웨스트(Lillian West, 1886년 3월 15일 ~ 1970년 4월 23일)는 미국의 배우, 영화배우이다.
뉴욕에서 태어났으며 우들랜드힐스에서 사망하였다.

## 영화
- 에덴의 동쪽 (1955년)
- 브로드웨이로 가는 두 장의 티켓 (1951년)
- 이스트 사이드, 웨스트 사이드 (1949년) - 해나 노라스 메이드 역
- 애니 넘버 캔 플레이 (1949년)
- 바클레이스 오브 브로드웨이 (1949년)
- 블루 스카이스 (1946년)
- 탱크 유어 럭키 스타스 (1943년)
- 걸 크레이지 (1943년)
- 루이지아나 퍼처스 (1941년)
- 리멤버 더 데이 (1941년)
- 릴리언 러셀 (1940년)
- 이프 아이 해드 마이 웨이 (1940년)
- 댓츠 라이트 - 유어 롱 (1939년)
- 이스트 사이드 오브 헤븐 (1939년)
- 투 포 투나잇 (1935년)
- 리틀 코로널 (1935년)
- 스탠드 업 앤 치어! (1934년)
- 레몬 드롭 키드 (1934년)